# Seven Femenino de los Países Bajos 2014
El Seven Femenino de los Países Bajos de 2014 fue la décima edición del torneo de rugby 7, fue el quinto y último torneo de la Serie Mundial Femenina de Rugby 7 2013-14.
Se disputó en el NRCA Stadium de Ámsterdam.

## Fase de grupos

### Grupo A
| Equipo         | Encuentros | Encuentros | Encuentros | Encuentros | Tantos  | Tantos    | Tantos     | Puntos |
| Equipo         | jugados    | ganados    | empatados  | perdidos   | a favor | en contra | diferencia | Puntos |
| -------------- | ---------- | ---------- | ---------- | ---------- | ------- | --------- | ---------- | ------ |
| Nueva Zelanda  | 3          | 3          | 0          | 0          | 90      | 19        | 71         | 9      |
| Estados Unidos | 3          | 2          | 1          | 0          | 75      | 43        | 32         | 7      |
| España         | 3          | 1          | 2          | 0          | 24      | 72        | -48        | 5      |
| Irlanda        | 3          | 0          | 0          | 3          | 21      | 76        | -55        | 3      |

### Grupo B
| Equipo    | Encuentros | Encuentros | Encuentros | Encuentros | Tantos  | Tantos    | Tantos     | Puntos |
| Equipo    | jugados    | ganados    | empatados  | perdidos   | a favor | en contra | diferencia | Puntos |
| --------- | ---------- | ---------- | ---------- | ---------- | ------- | --------- | ---------- | ------ |
| Australia | 3          | 3          | 0          | 0          | 89      | 17        | 72         | 9      |
| Francia   | 3          | 2          | 0          | 1          | 41      | 31        | 10         | 7      |
| Rusia     | 3          | 1          | 0          | 2          | 32      | 51        | -19        | 5      |
| Sudáfrica | 3          | 0          | 0          | 3          | 12      | 75        | -63        | 3      |

### Grupo C
| Equipo       | Encuentros | Encuentros | Encuentros | Encuentros | Tantos  | Tantos    | Tantos     | Puntos |
| Equipo       | jugados    | ganados    | empatados  | perdidos   | a favor | en contra | diferencia | Puntos |
| ------------ | ---------- | ---------- | ---------- | ---------- | ------- | --------- | ---------- | ------ |
| Inglaterra   | 3          | 3          | 0          | 0          | 65      | 15        | 40         | 9      |
| Canadá       | 3          | 2          | 0          | 1          | 54      | 15        | 39         | 7      |
| Brasil       | 3          | 1          | 0          | 2          | 10      | 47        | -37        | 5      |
| Países Bajos | 3          | 0          | 0          | 3          | 10      | 62        | -52        | 3      |

## Fase Final

### Copa de oro
|  | Cuartos de final | Cuartos de final | Cuartos de final |               |            | Semifinales | Semifinales | Semifinales |        |              | Copa         | Copa         | Copa |  |
|  |                  |                  |                  |               |            |             |             |             |        |              |              |              |      |  |
|  |                  |                  |                  |               |            |             |             |             |        |              |              |              |      |  |
|  | Australia        | Australia        | 33               |               |            |             |             |             |        |              |              |              |      |  |
|  | Australia        | Australia        | 33               |               |            |             |             |             |        |              |              |              |      |  |
|  | Brasil           | Brasil           | 0                |               |            |             |             |             |        |              |              |              |      |  |
|  | Brasil           | Brasil           | 0                |               | Australia  | Australia   | 17          |             |        |              |              |              |      |  |
|  |                  |                  |                  |               | Australia  | Australia   | 17          |             |        |              |              |              |      |  |
|  |                  |                  | Canadá           | Canadá        | 0          |             |             |             |        |              |              |              |      |  |
|  | Canadá           | Canadá           | Canadá           | Canadá        | 0          | 28          |             |             |        |              |              |              |      |  |
|  | Canadá           | Canadá           |                  |               |            |             |             |             |        |              |              |              |      |  |
|  | Estados Unidos   | Estados Unidos   | 19               |               |            |             |             |             |        |              |              |              |      |  |
|  | Estados Unidos   | Estados Unidos   | 19               |               |            |             |             |             |        | Australia    | Australia    | 12           |      |  |
|  |                  |                  |                  |               |            |             |             |             |        | Australia    | Australia    | 12           |      |  |
|  |                  |                  | Nueva Zelanda    | Nueva Zelanda | 29         |             |             |             |        |              |              |              |      |  |
|  | Inglaterra       | Inglaterra       | Nueva Zelanda    | Nueva Zelanda | 29         | 7           |             |             |        |              |              |              |      |  |
|  | Inglaterra       | Inglaterra       |                  |               |            |             |             |             |        |              |              |              |      |  |
|  | Francia          | Francia          | 0                |               |            |             |             |             |        |              |              |              |      |  |
|  | Francia          | Francia          | 0                |               | Inglaterra | Inglaterra  | 10          |             |        | Tercer lugar | Tercer lugar | Tercer lugar |      |  |
|  |                  |                  |                  |               | Inglaterra | Inglaterra  | 10          |             |        | Tercer lugar | Tercer lugar | Tercer lugar |      |  |
|  |                  |                  | Nueva Zelanda    | Nueva Zelanda | 26         |             |             |             |        |              |              |              |      |  |
|  | Nueva Zelanda    | Nueva Zelanda    | Nueva Zelanda    | Nueva Zelanda | 26         | 36          |             |             | Canadá | Canadá       | 10           |              |      |  |
|  | Nueva Zelanda    | Nueva Zelanda    |                  |               |            |             |             |             | Canadá | Canadá       | 10           |              |      |  |
|  | Rusia            | Rusia            | 0                |               |            |             |             |             |        |              | Inglaterra   | Inglaterra   | 0    |  |
|  | Rusia            | Rusia            | 0                |               |            |             |             |             |        |              | Inglaterra   | Inglaterra   | 0    |  |
|  |                  |                  |                  |               |            |             |             |             |        |              |              |              |      |  |

| Bandera de Nueva Zelanda |
| Campeón Nueva Zelanda    |
| 3º título del circuito   |